# Kolegiata Świętych Apostołów Piotra i Pawła w Kamieniu Krajeńskim
Kolegiata Kamieńska pw. Świętych Apostołów Piotra i Pawła w Kamieniu Krajeńskim – kościół barokowy wybudowany w latach 1720-1722 na zrębie murów wcześniejszego kościoła renesansowego. 
Kościół jest obiektem murowanym z cegły, otynkowanym, na podmurowaniu z głazów granitowych. Prezbiterium zamknięte jest z trzech stron. Posiada transept w zakończeniu ramion, którego północna część zawiera zakrystię, południowa - kruchtę, a ponad nimi znajdują się empory. Od północy znajduje się dwuprzęsłowa nawa z kruchtą, a od zachodu jest kwadratowa wieża. Okna rozglifione do wnętrza, w nawie zamknięte odcinkowo, w ramionach transeptu półkoliście, w kruchtach natomiast niewielkie, koliste. Dachy siodłowe kryte dachówką. Wieża częściowo wtopiona w korpus, podzielona na dwie kondygnacje gzymsem koronującym korpus. Na południowo-wschodniej ścianie zamknięcia prezbiterium widoczny fragment renesansowego sgraffita z około 1578 z postacią św. Krzysztofa.